# Grogan Morgan Range
Grogan Morgan Range är ett berg i Kanada.   Det ligger i territoriet Nunavut, i den norra delen av landet, 3 600 km nordväst om huvudstaden Ottawa. Toppen på Grogan Morgan Range är 220 meter över havet.
Terrängen runt Grogan Morgan Range är varierad. Trakten är glest befolkad. Det finns inga samhällen i närheten.
Trakten runt Grogan Morgan Range består i huvudsak av gräsmarker.